# Chalepus verticalis
Chalepus verticalis es un insecto coleóptero de la familia Chrysomelidae.
Fue descrita científicamente en 1877 por Chapuis.